# 海南热带海洋学院
海南热带海洋学院（英語：Hainan Tropical Ocean University；缩写：HNTOU，简称热海院）是一所位于中华人民共和国海南省三亚市的综合大学，是中国最南端的公立大学，是由中华人民共和国海南省人民政府、中华人民共和国自然资源部、中国海洋石油、三亚市人民政府、三沙市人民政府共建的全日制公办本科普通高等学校，是中华人民共和国外交部、中华人民共和国教育部“中国—东盟教育培训中心”，中华人民共和国教育部“教育援外基地”，中国非物质文化遗产传承人群培训基地，上海合作组织大学中方成员院校。学校由中国海洋大学对口支援。在五指山市有专科分校区。

## 校史
1977年，海南黎族苗族自治州师范专科学校成立。
1981年，更名为海南自治州师范专科学校。
1988年，更名为通什师范高等专科学校。
1993年，通什师范高等专科学校和海南省通什教育学院合并为琼州大学（专科）。
2006年，琼州大学升格为本科层次的琼州学院。
2008年，本科校区正式迁到三亚市。
2015年9月，更名为海南热带海洋学院。

## 校园
海南热带海洋学院创建于1954年，始于广东省海南黎族苗族自治区初级师范学校；1977年学校一分为三；1993年海南省通什师范专科学校与海南省通什教育学院合并成立琼州大学（专科）；2006年升格为本科院校并更名为琼州学院，同年海南省民族师范学校并入；2015年更名为海南热带海洋学院；2018年海南省海洋与渔业科学院整建制转隶学校。
截至2024年4月，学校有三亚、五指山两个校区，校园总面积2188亩（含三亚在征土地701亩），海域使用面积1600亩，校园总建筑面积75.05万平方米，其中在建项目面积12.28万平方米，固定资产总值196791.9万元，教学科研仪器设备总值40436.48万元，馆藏纸质图书188.46万册，电子图书192.34万册；设有20个二级学院，开设55个本科专业、7个专科专业；拥有2个一级学科硕士点，9个专业学位硕士点；有教职工1598人，有专任教师984人；有全日制本科生15710人、专科生2949人，留学生14人，另有全日制和非全日制在读研究生439人。

## 姊妹大學
海南热带海洋学院依托三亚国际热带滨海旅游城市的区位优势，国际化办学水平不断提高，国际化交流合作优势日益彰显。先后与65个国家和地区的135所高校和教育机构开展合作与交流，签署合作协议173份。部分学校名单如下：
 中華民國
- 真理大學
- 中國文化大學
- 台灣海洋大學
- 台灣首府大學
- 屏東科技大學
- 開南大學

## 知名校友
- 陈宇镇（艺术学院音乐表演专业毕业），媒体人、YouTuber
- 许俊 (1958年)（大专班历史系历史专业毕业），中华人民共和国政治人物